# Labastide-Rouairoux
Labastide-Rouairoux település Franciaországban, Tarn megyében. Lakosainak száma 1418 fő (2022. január 1.). Labastide-Rouairoux Courniou, Ferrals-les-Montagnes, Verreries-de-Moussans, Anglès és Lacabarède községekkel határos.

## Népesség
A település népességének változása:
| Lakosok száma | 1418 | 1410 | 1435 | 1410 | 1414 | 1414 | 1413 | 1417 | 1418 |
|               | 2013 | 2015 | 2016 | 2017 | 2018 | 2019 | 2020 | 2021 | 2022 |